# トヨタ・Aプラットフォーム
トヨタ・Aプラットフォーム、およびダイハツ・Aプラットフォームとは、トヨタ自動車、およびダイハツ工業、PSA・プジョーシトロエン、プロドゥアが3か国共同で開発した軽自動車を含むA・BセグメントFF車専用のプラットフォームの名称である。ダイハツが開発・製造する一部の軽自動車や1,500cc以下のクラスの小型車のほか、日本市場専売車種のパッソ、および2代目bB、欧州市場専売車種のアイゴなどのプラットフォームに用いられている。後継プラットフォームは100%ダイハツ主導で開発され、2019年7月9日に発表・発売された4代目ダイハツ・タントに先行採用されたDNGA（DNGA-Aプラットフォーム、およびDNGA-Bプラットフォーム）である。

## 搭載車種
- 6代目・7代目ダイハツ・ミラ（バン含む）
  - 6代目・7代目ダイハツ・クオーレ（欧州専売）
  - 2代目スバル・プレオ（バン含む）
- 2代目ダイハツ・ミラジーノ（欧州仕様のダイハツ・トレヴィス含む）
- ダイハツ・ミラココア
- 初代・2代目ダイハツ・ミライース
  - 初代・2代目トヨタ・ピクシスエポック
  - 初代・2代目スバル・プレオプラス
- ダイハツ・ミラトコット
- 初代 - 3代目ダイハツ・タント
  - 初代スバル・シフォン
- ダイハツ・タントエグゼ
  - スバル・ルクラ
- ダイハツ・エッセ
- 3代目 - 6代目ダイハツ・ムーヴ
  - 2代目・3代目スバル・ステラ
- ダイハツ・ムーヴラテ
- ダイハツ・ムーヴコンテ
  - トヨタ・ピクシススペース
- 初代ダイハツ・ムーヴキャンバス
- ダイハツ・ウェイク
  - ダイハツ・ハイゼットキャディー
  - トヨタ・ピクシスメガ
- ダイハツ・キャスト
  - トヨタ・ピクシスジョイ
- 2代目ダイハツ・コペン
- 初代・2代目トヨタ・パッソ
  - 初代・2代目ダイハツ・ブーン（初代のみ欧州仕様のシリオン含む）
  - 4代目(欧州市場向け4代目)スバル・ジャスティ（上記のシリオンのOEM）
  - 初代・2代目プロドゥア・マイヴィ
- ダイハツ・ブーンルミナス
  - トヨタ・パッソセッテ（上記のブーンルミナスのOEM）
  - プロドゥア・アルザ
- 3代目ダイハツ・ブーン
  - 3代目トヨタ・パッソ（上記の3代目ブーンのOEM）
- 2代目トヨタ・bB
  - ダイハツ・クー（欧州仕様のマテリア含む）
  - スバル・DEX（上記のクーのOEM）
- 初代・2代目トヨタ・アイゴ
  - プジョー・107
  - プジョー・108
  - 初代・2代目シトロエン・C1
- ダイハツ・アイラ
  - トヨタ・アギア
  - トヨタ・ウィゴ
  - プロドゥア・アジア
- プロドゥア・ベザ
- 3代目プロドゥア・マイヴィ
  - 3代目ダイハツ・シリオン
- ダイハツ・シグラ
  - トヨタ・カリヤ
- ダイハツ・トール
  - トヨタ・ルーミー/タンク（上記のトールのOEM）
  - 5代目(日本市場向け2代目)スバル・ジャスティ（同上）